# Bene Vagienna
Bene Vagienna est une commune italienne de la province de Coni, dans la région Piémont.

## Géographie

### Hameaux
Buretto, Gorra, Isola, Podio, Pra - Santa Croce, Roncaglia, San Bernardo, Santo Stefano.

### Communes limitrophes
Carrù, Fossano, Lequio Tanaro, Magliano Alpi, Narzole, Piozzo, Salmour, Trinità.

## Patrimoine
- L'église paroissiale de l'Assomption[2].

## Administration
| Période                                  | Période | Identité | Étiquette | Qualité |
| ---------------------------------------- | ------- | -------- | --------- | ------- |
|                                          |         |          |           |         |
| Les données manquantes sont à compléter. |         |          |           |         |